# ヴィクターハーバー市
ヴィクターハーバー市（ヴィクターハーバーし、英語: City of Victor Harbor）は、サウスオーストラリア州州都から南に80 km離れた沿岸部に位置する南オーストラリア州の地方公共団体の一つである。
地方議会は市の人口の85%を占めているヴィクターハーバーにある。

## 地理

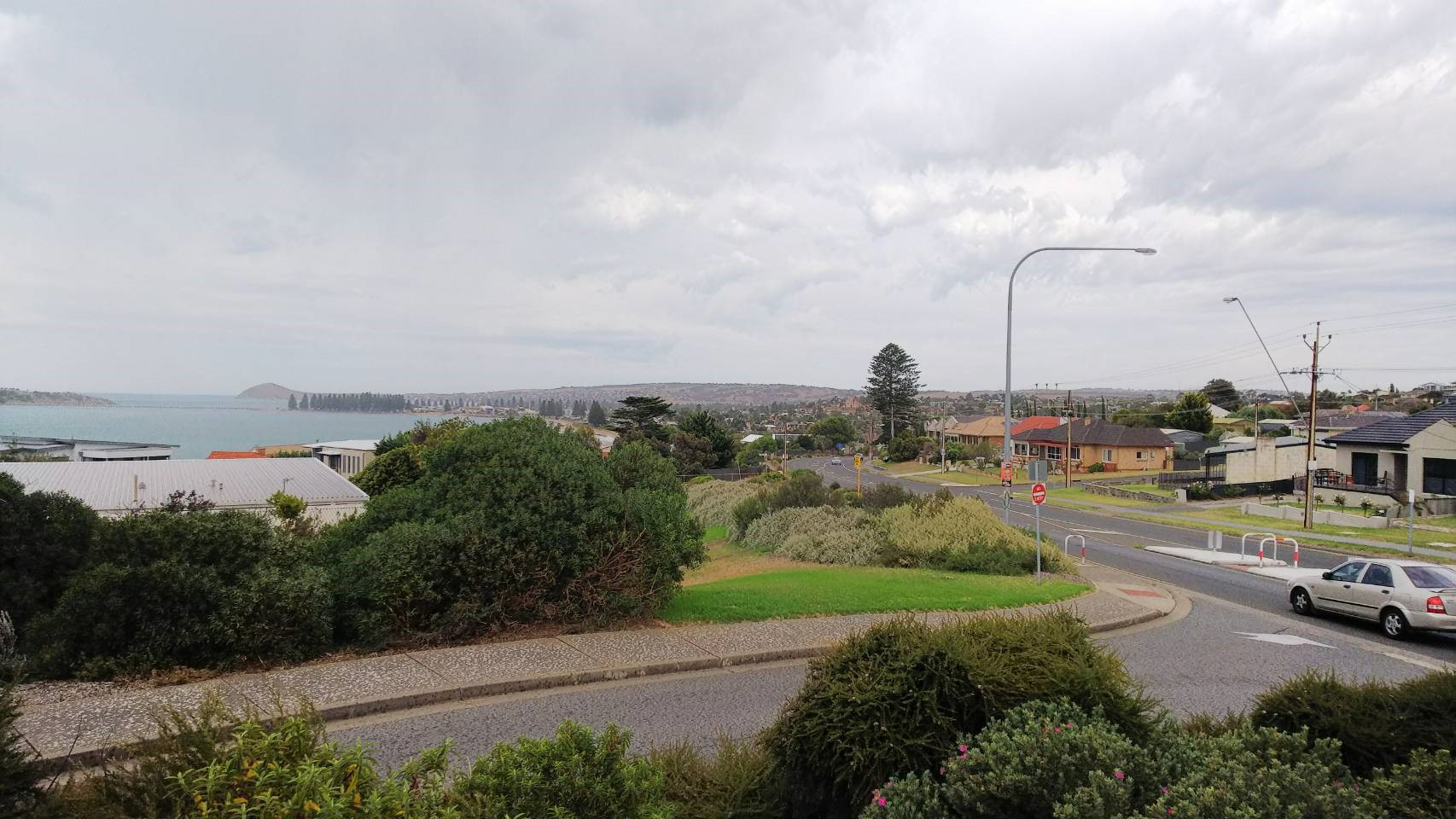
マクラッケン、クレーニッヒの丘 見晴らし台
(奥に見えるのはヴィクターハーバーとグラニット島。
更に奥には、ロゼッタ岬が見える)

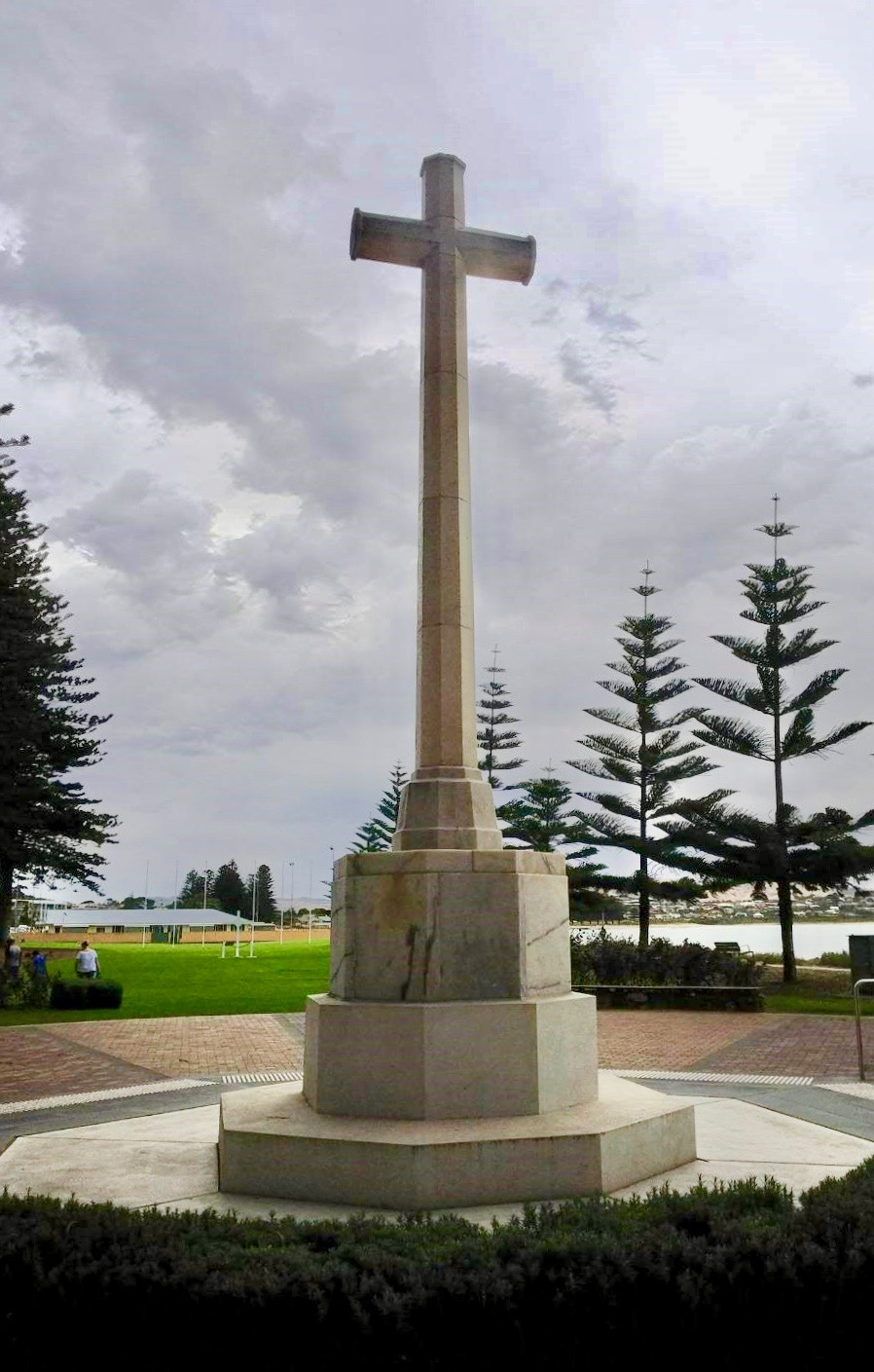
ソルジャーズ メモリアル ガーデンズ

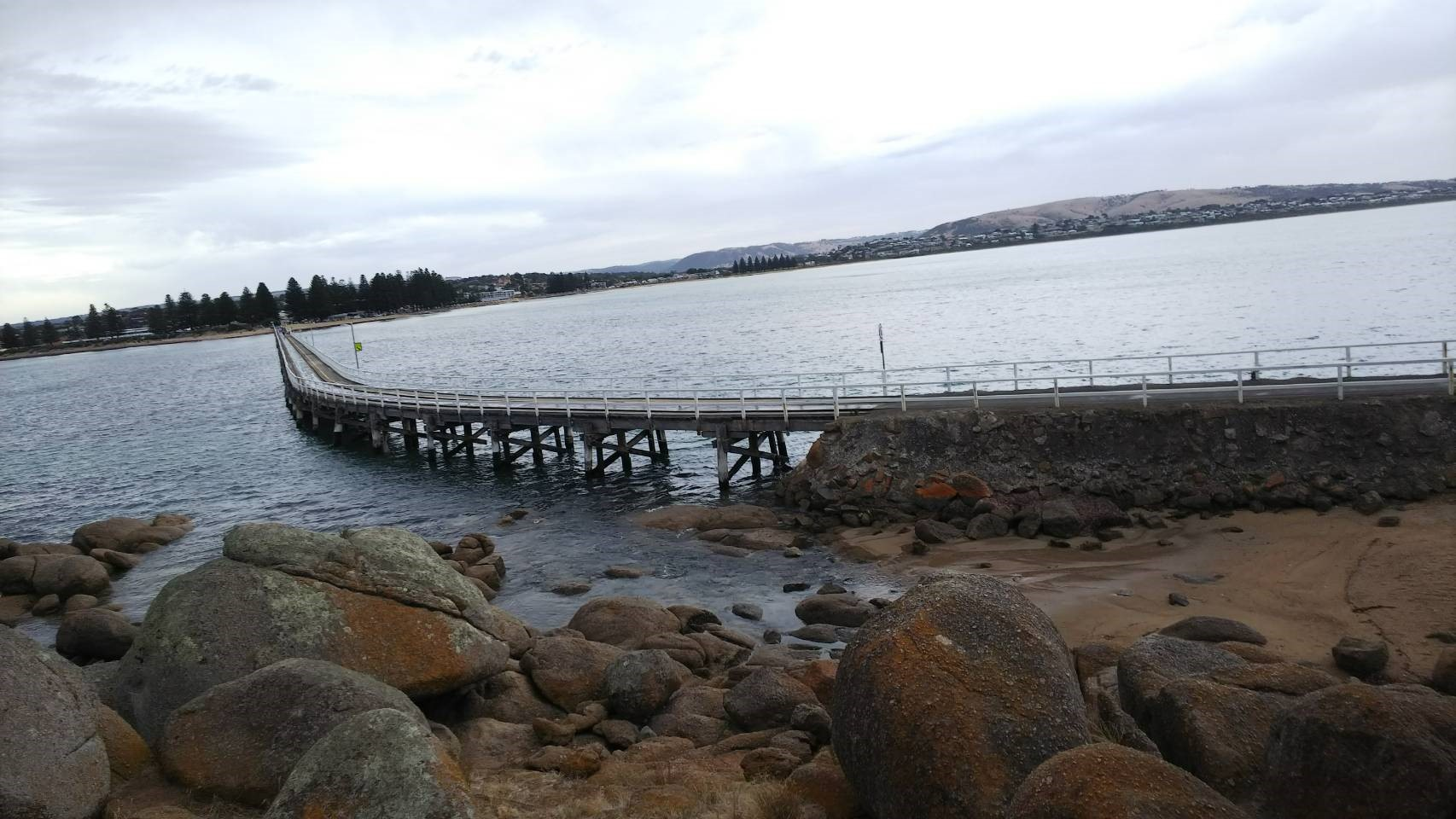
ヴィクターハーバーの土手橋

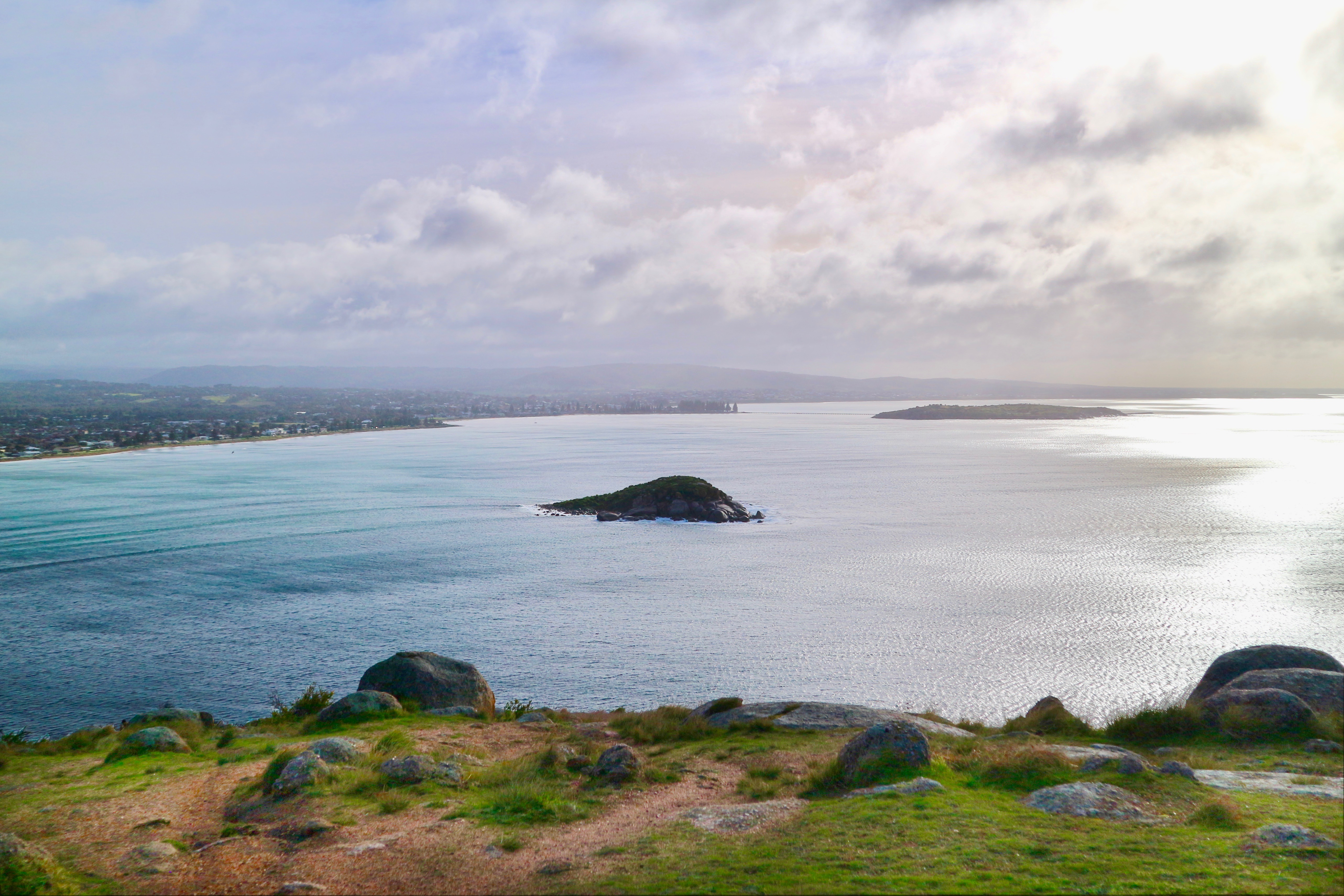
ロゼッタ岬から見た
ヴィクターハーバー

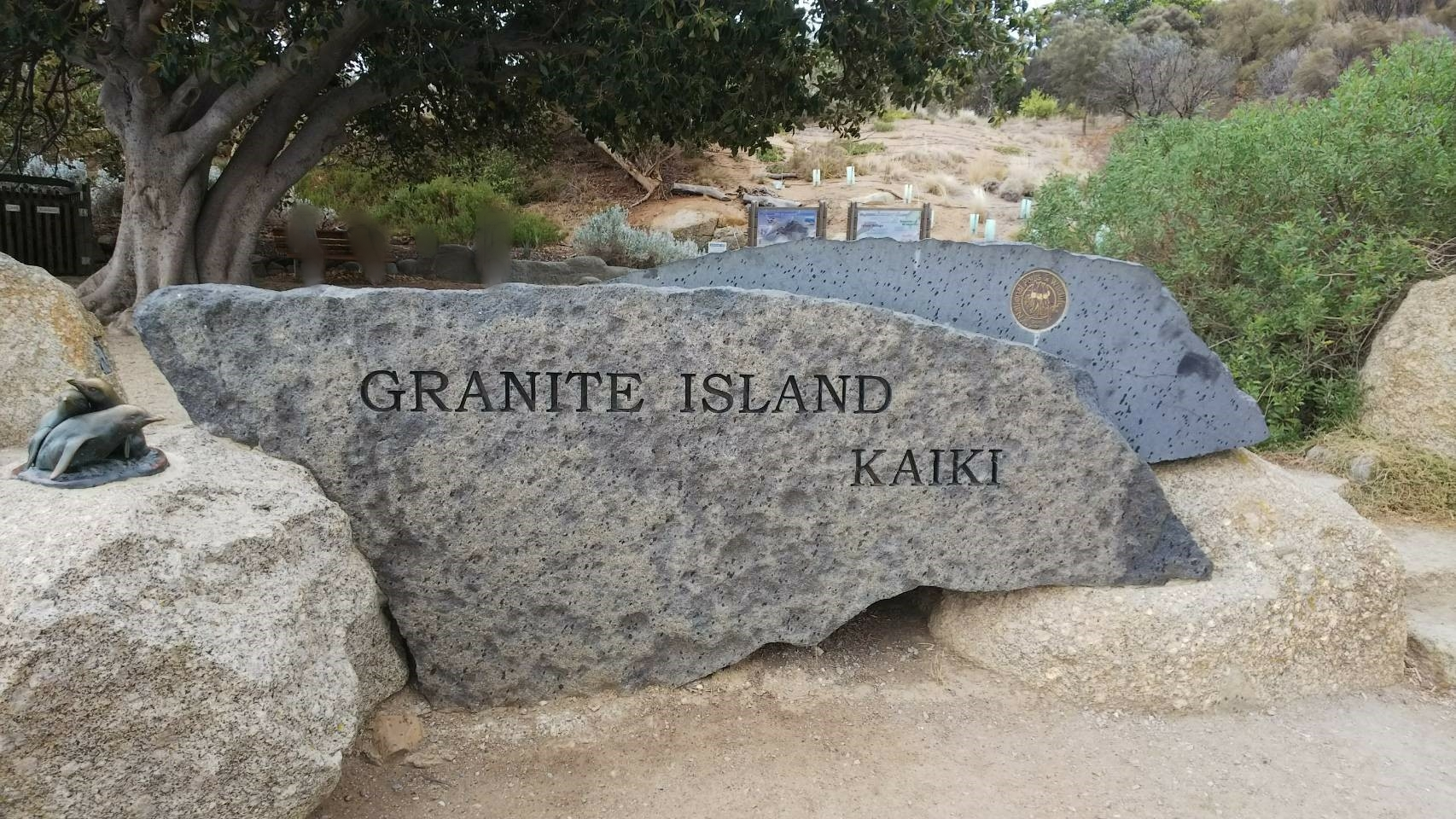
グラニット島

ヴィクターハーバー市はアデレードから比較的近い場所に位置しているので、ヴィクターハーバーやグラニット島などの観光地に多くの観光客が訪れる。
ヴィクターハーバー市はエンカウンター湾に面しており、ロゼッタ岬からはヴィクターハーバーを一望でき、ニューランド岬のビーチではサーフィンや釣りが出来る。
だが、ニューランド岬のビーチは荒海や隠れた側溝の為、泳ぐのに適していない。

## 姉妹・交流・友好都市
- 真庭市(日本 岡山県)- 2000年5月

姉妹都市提携

## 交通
ヴィクターハーバー市にはヴィクターハーバー線が通っている。この路線は
アデレード・ウーズレー線から分岐しており、マウントバーカー連絡駅で乗り換えることによって、ヴィクターハーバーからアデレードまで鉄道で行くことが出来る。
なお、ヴィクターハーバー駅からヴィクターハーバー馬車鉄道でグラニット島まで行くことが出来る。
市内の鉄道駅は ヴィクターハーバー駅、グラニット島駅のみ。

## 地域
ヴィクターハーバー市には11の町がある。
- バックヴァレー[6]
- エンカウンターベイ
- ヘイボロー
- ハインドマーシュ ティアース
- ハインドマーシュ ヴァレー（セブアノ語版）
- インマン ヴァレー（英語版）
- ロウアー インマン ヴァレー（セブアノ語版）
- マウント ジャギッド（英語版）
- マクラッケン
- ヴィクターハーバー
- ウェイトピンガ（英語版）